# 天真正自顕流
天真正自顕流（てんしんしょうじけんりゅう）は、十瀬与三左衛門長宗が開いた剣術流派。示現流の源流派として知られる。
十瀬与三左衛門長宗が、飯篠盛近に師事して（飯篠盛信に師事したとする伝承もある）天真正伝香取神道流を修行し印可を得た後、鹿島神宮に参籠し、天真正自顕流を開いたとされている。
十瀬長宗は、天真正自顕流を金子盛貞に伝授し、更に寺坂政雅に伝えたとされる。[寺坂政雅は出家して善吉と名乗ったが、この善吉こそが東郷重位に天真正自顕流を伝えた人物である。
善吉は、京都の天寧寺の僧であったが、1588年(天正16年)、天寧寺に参禅に訪れた東郷重位に、その伝える剣技を相伝した。東郷重位が薩摩に帰国後、天真正自顕流を自らの工夫を加えて示現流を創始した。
その後、善吉は天寧寺の三世となり、閑翁と号した。1594年(文禄3年)、遷化。